# Dlouhá Loučka
Dlouhá Loučka är en ort i Tjeckien.   Den ligger i regionen Pardubice, i den östra delen av landet, 170 km öster om huvudstaden Prag. Dlouhá Loučka ligger 403 meter över havet och antalet invånare är 572.
Terrängen runt Dlouhá Loučka är platt åt sydväst, men åt nordost är den kuperad. Runt Dlouhá Loučka är det ganska tätbefolkat, med 65 invånare per kvadratkilometer. Närmaste större samhälle är Moravská Třebová, 6,5 km norr om Dlouhá Loučka. Omgivningarna runt Dlouhá Loučka är en mosaik av jordbruksmark och naturlig växtlighet.